# 山田有信
山田有信是戰國時代及江戶時代前期的武將。薩摩大名島津氏的家臣。

## 略歷
薩摩山田氏是原本的平氏，武藏有國之子貳部少輔有貫於文治年間前往薩摩國日置郡山田一地定居後，即以山田氏為名。
有信小時候為島津貴久的側近，後來仕於島津義久。擔任宮之城（現鹿兒島縣さつま町宮之城）及隈之城（現鹿兒島縣薩摩川内市隈之城町）之地頭職務，永祿11年（1568年）開始擔任島津氏的家老。天正3年（1575年）擔任犬追物（競技儀式）的射手一職，翌年進攻日向國高原城時，擔任義久的太刀役職務。
天正5年（1577年），島津氏自日向國追擊伊東氏至豐後國境內，天正6年（1578年）2月，有信擔任新納院高城之城主及地頭職務。但同年大友宗麟率6萬大軍南下包圍高城。有信僅率300兵籠城，後島津家派遣島津家久・吉利忠澄・鎌田政近・比志島國貞率3,000兵馳援方才暫時止住大友軍攻勢，後來耳川之戰島津勢獲得大勝。有信更參與天正13年（1585年）攻略筑後國堀切城。以及天正14年（1586年）討伐筑紫廣門等等戰役，屢獲軍功。
天正15年（1586年），豐臣秀吉開始九州征伐，並派遣豐臣秀長軍南下日向國，有信仍於高城率300兵籠城，持續與豐臣軍抗戰。但後來島津軍本隊與豐臣軍在根白坂之戰中作戰失利，有信向義久提出降伏勸告，並在說服義久後，送出兒子有榮為人質，向豐臣家降伏。天正17年（1588年）左右，因功受封為老中職務，增加1,000石俸祿，之後再加封500石。
慶長14年（1609年），義久生病時，有信親向神佛祈願祝禱，但同年有信自己卻因病去世。死後，義久親至有信棺前焚香祭祀，對有信之死感到嘆惜。
1. ↑  .   [2016-12-13]. （原始内容存档于2017-01-17）.